# Афаг Башіргизи
Афаг Башіргизи (прізвище, ім'я, по-батькові: Афаг Башір гизи Сафарова, д. н. 15 серпня 1955, Баку, Азербайджан) — відома театральна та кіноактриса в Азербайджані, заслужена артистка Азербайджану (1993). Нагороджена орденом «Слава» (2013), почесна пенсіонерка Президента (2015), професорка Університету культури і мистецтв. Провідна актриса Азербайджанського державного музичного театру.

## Життя
Афаг Башір гизи Сафарова народилася в Баку в 1955 році в родині великого азербайджанського актора Башира Сафароглу.
У 1962 році пішла в перший клас загальноосвітньої школи № 31, а в 1972 році закінчила середню школу № 20.
Подала документи на факультет східних наук БДУ, але не пройшла по конкурсу.
Певний час ходила до драматичної спільноти Будинку культури (голова, Махаррам Бедірзаде). А з 1974 по 1979 роки навчалася в Азербайджанському державному інституті культури (нині Азербайджанський державний університет культури і мистецтва). Актриса розпочала свою кар'єру в 1974 році в Лянкяранському державному драматичному театрі. ЇЇ перші ролі включають її талант, велику любов і пошук артистизму. У 1975 році її запросили в Державний драматичний театр Сумгаїті, де вона працювала до 1989 року. Вона зіграла відомі ролі класичних і сучасних драматургів Сумгайїтського театру й здобула славу. Таємничий вираз, створений її виставою «The Bling Ring», є прикладом її колоритності, його ставлення та високої художньої якості. Афаг Башіргизи, запрошена Міністерством культури в Азербайджанський державний театр музичної комедії (нині Азербайджанський державний музичний театр), у якому й досі працює. Афаг Башіргизи також брала участь у театральних та телевізійних виставах. На Азербайджанському телебаченні мала ролі Анар, «Яшар Нурі» (Darcınbəyim), Самедоглу «Зелені окуляри Людини» (Захра), Алі Амірелі «Bala повна катастрофа» (Сугров), Меджнун Вахідов «Неповний» (Дзеркало), Агшин Бабаєв «Некролог» (Гюля) створила різноманітні персонажі в телевізійних творах, і різні пісні — на шоу «Afaq laughs laugh». Азербайджанфільм — поставив фільм Обручка благородна роль і Мозалан сатиричний фільм журнал, «Дитячий сад», «М'ясокомбінат», «За кордоном це не так», «Це також».
Афаг Башіргизи — дуже мила актриса, і її творчість легко долається «бар'єром» між сценою і аудиторією. Критичні дані Афаг були спрямовані на бурливий сміх «вибуху», переповнений гумором, гротескною сатирою. У корені цього, досягнення актриси зі сміхотворною ситуацією призводить до пізнання психологічних основ, чим глибша соціальна сутність, тим точніше і більш змістовно.
Афаг Башіргизи — ентузіастка, романтична і пристрасна актриса. У цьому сенсі вона оцінює соціальні установки певних ролей. А. Башіргизи — велика артистка, яка глибоко торкається естетичних принципів національних народних танців, національної культури сміху, що прославляє дух гри. Афаг пані Башіргизи, яка живе у найрозумніших моментах своєї творчості, шукає активної творчості. Багато років працювала педагогинею в Університеті культури і мистецтв і їй було надано звання професорки університету.
Афаг Башіргизи була відзначена державою за внесок у розвиток азербайджанського театрального мистецтва та кінематографії, була заслуженою артисткою Азербайджанської РСР з 17 травня 1989 року, заслуженою артисткою Азербайджанської Республіки з 1993 року, в 1993 та 2003 роках «Золотий» Приз Дервіша. Протягом багатьох років вона була нагороджена премією Президента. Нагороджена орденом «Слава» у 2013 році і стала стипендіянтом особистої стипендії Президента Азербайджанської Республіки у 2015 році.13 серпня 2015 року нагороджена Почесним дипломом Президента Азербайджанської Республіки за внесок у розвиток театрального та кіномистецтва.

## Нагороди
- Почесна виконавиця
- Почесне звання «Народна артистка»
- Орден «Слава»
- Почесна грамота Президента Азербайджанської Республіки
- Персональна пенсія Президента Азербайджанської Республіки
- Приз «Золотий Дервіш» (Союз театральних діячів Союзу Азербайджану)
- «Президентська премія»
- Нагорода «Саміт» (цінний внесок в азербайджанську культуру)
- Орден артиста (орден Союзу театральних діячів Азербайджану)

## Ролі в театральній сцені
<< Лянкяранський державний драматичний театр >> (1973—1975)
| Назва п'єси                  | Роль             | Історія | Режисер             | Автор                |
| ---------------------------- | ---------------- | ------- | ------------------- | -------------------- |
| Хороша людина                | Сурвіназ         | 1973    | Ашраф Гулієв        | Мірза Ібрагімов      |
| Ви не спалюєте               | Скандально       | 1973    | Ашраф Гулієв        | Набі Хазрі           |
| Пісня залишилася в горах     | Коли ви хворієте | 1974    | Сезон Мурсалова     | Ілляс Ефендієв       |
| Візир Ленкоранського ханства | Леді Пері        | 1975    | Гусейн Султанов     | Мірза Фаталі Ахундов |
| Перший день свята            | Пакет            | 1975    | Мохаммад Ісмаїлзаде | Назім Хікмет         |

Державний драматичний театр Сумгаїті (1975—1989)
- Humay — (Комсомольська поема, С. Вургун, І. Коскун)
- Clava — (Полядери, Г. Бокарев)
- Нена («Я одружена з бабусею», Г. Мухтаров)
- Йолук — («Півень і черв'як», Ф. Агаєв)
- Баронесса Пряма — («Маскарад», М.Лермонтов)
- Диригент — («Божественна комедія», İ.tok)
- Репортер Хадіджа, Алія — («Чоловік Адама», «Тахміна і Заур», Анар)
- Зіба («Ленкеранський хан», М. Ф. Ахундзаде)
- Товуз — («Пару гострих дерев», А. Аййслі)
- Гюльбадам — («Ельбур одружується», Г. Хукаєв)
- Каба Джейран — («Ведмідь, дивись на цей світ», Г. Незірлі)
- Жінки — («Ви знаєте все поза», Н. Хасанзаде)
- Бібі («Народження», Р. Алізаде)
- Я — (Добрий чоловік, М. Ібрагімов)
- Зоя — (Загублений лист, Карачале)
- Мати Наймана — («День віку», гл. Айтаматов)
- Айсе, суботня леді — («Благословенна мотузка» і «Збудуй гору», В. Самадоглу)

<< Державний молодіжний театр >>
| Назва п'єси        | Роль                  | Історія | Режисер             | Автор           |
| ------------------ | --------------------- | ------- | ------------------- | --------------- |
| Операція Дадашбали | Фатма леді            | 1989    | Гусейнага Атакішієв | Рахман Ализаде  |
| Ми будуємо гору    | Суботня леді, плавець | 1991    | Гусейнага Атакішієв | Вагіф Самадоглу |
| Міст Султанкалу    | Пані                  | 1990    | Гусейнага Атакішієв | Ісі Малікзаде   |

« Азербайджанський державний музичний театр»
| Назва п'єси                | Роль           | Історія   | Режисер             | Автор                                          |
| -------------------------- | -------------- | --------- | ------------------- | ---------------------------------------------- |
| Помилки Бабура             | Тітка          | 1989      | Вагіф Агаєв         | Рауф Гаджієв                                   |
| Мама, кохана               | Гладбек        | 1989      | Джахангір Новрузов  | Георгій Хукаєв, Ельдар Мансуров                |
| Ворона має волоський горіх | Офелія леді    | 1991      | Гусейнага Атакішієв | Кахангір Асланоглу, Гасанага Гурбанов          |
| Подивіться своїх офіцерів  | Молоко         | 1991      | Ясар Нурі           | Сулейман Аласгаров, Ісі Малікзаде              |
| Hijran                     | Подруга        | 1992      | Фірудін Махаррамов  | Емін Сабітоглу, Сабіт Рахман                   |
| Це не так                  | Я є            | 1998-2015 | Джанет Салімова     | Узеір Гаджибеков                               |
| Банкірська наречена        | У всякому разі | 1998-2015 | Файк Зограбов       | Емін Сабітоглу, Тамара Валієва                 |
| Гра любові                 | Царство        | 2007      | Файк Зограбов       | Гейбулла Расулов, Джаваншир Гулієв             |
| Ненависть чоловіка         | Малейка        | 2002      | Суддя Зіядханов     | Алі Амірлі                                     |
| Аркада — тітка             | Відсутній      | 2007      | Суддя Зіядханов     | Р.Мустафаєв, Я.Мамедов                         |
| Я ціную тисячу каван       | Güldeşte       | 2008      | Юсиф Акбаров        | Файк Сукаддінов, Тамара Валієва                |
| Мати семи ув'язнених       | Зальха         | 2007      | Орудж Гурбанов      | Алі Амірлі, Джаваншир Гулієв                   |
| Xanuma                     | Xanuma         | 2011      | Коч Капанадзе       | Сукарелі Авксенті, Володимир Долідзен          |
| Хімік                      | Хімік          | 2012      | Бахрам Османов      | Мірза Фаталі Ахундов, Айдар Ол і Сіявуш Карімі |
| Чоловік і дружина          | Дякуємо        | 2010      | Юсиф Акбаров        | Узеір Гаджибейлі                               |
| У місті є маніяк           | Дама Гамза     | 2009      | Пост İzzatoğlu      | Сардар Фаражов, Азіз Несін                     |
| За день до весілля         | Роза           | 2015      | Аскер Аскеров       | Алі Самадлі                                    |

## Фільмографія
1. Башир Сафароглу (фільм, 1969)
2. Будинки на краю (фільм, 1982) — Darçınbəyim
3. 20 + 1 (фільм, 1986) (сюжет з короткометражного мистецтва — Мозалан № 105) — Навчання
4. Кровожерливий (фільм, 1986) — Вікер
5. Людина з зеленими окулярами (фільм, 1987) — Захра
6. Удача мотузка (фільм, 1991) — Розмова
7. Робота над 777 (фільм, 1992) (повнометражний художній фільм) — Учитель мішків
8. Не хвилюйтеся! (фільм, 1995) — Sugra
9. Субпідрядник (фільм, 1996) — Ака
10. Зелені окуляри-2 (фільм, 1999) — Захра
11. Некроскопія (фільм, 2001) — Гуля
12. Зелені окуляри man-3 (фільм, 2002) — Захра
13. Запрошення (фільм, 2003) — Архів брав участь у персоналі
14. Полковник (фільм, 2005) — Жіноча жінка
15. Наша наречена (серіал 2015) — Аданаз
16. Екстремальна відповідність (фільм, 2016)
17. Коефіцієнт удачі 2 (фільм, 2017) — Розмова